# Kirkjuliga Heimamissiónin í Føroyum
Kirkjuliga Heimamissiónin är en lågkyrklig väckelserörelse inom den evangelisk-lutherska folkkyrkan i Färöarna.
Generalsekreterare är Vagn Foldbo 
Den 8 november 1904 kom den danske förkunnaren Aksel Frederik Moe, från Indre Mission i Danmark, till Färöarna och startade evangelisk verksamhet i privata hem och i de kyrkor som öppnades för honom. Efter en tid bröt en omfattande väckelse ut på öarna och missionshus byggdes i alla större bygder, det första var missionshuset i Vágur som byggdes 1916.
1921 inrättades ett rådgivande färöiskt samfundsråd, under Indre Missions huvudstyrelse i Danmark. 
1990 lämnade Heimamissionen sin danska moderorganisation och blev en egen förening.

Heimamissionen är, vid sidan av Brøðrasamkoman, den största kristna väckelse- och lekmanna-rörelsen i Färöarna.

## Barn- och ungdomsarbete
Heimamissionen bedriver ett 60-tal söndagsskolor, ett tjugotal juniorgrupper (med barn i åldern 10-14 år) och barnkörer och ungefär lika många ungdomsgrupper för de äldre.

## Sjömanshem
Heimamissionens styrelse utgör även högsta ledning för Føroyska Sjómansmissiónin (grundad 1918) med sjömanshem i Torshavn och på Island.

## Mission
I april 2000 sände Heimamissionen ut sin första avlönade missionär i utlandstjänst. 2002 sändes makarna Jórun och Nurlan Malaikev ut att arbeta bland gatubarn i Ukrainas huvudstad, Kiev.